# 德國塔亞河
48°50′52″N 15°29′25″E / 48.84778°N 15.49028°E

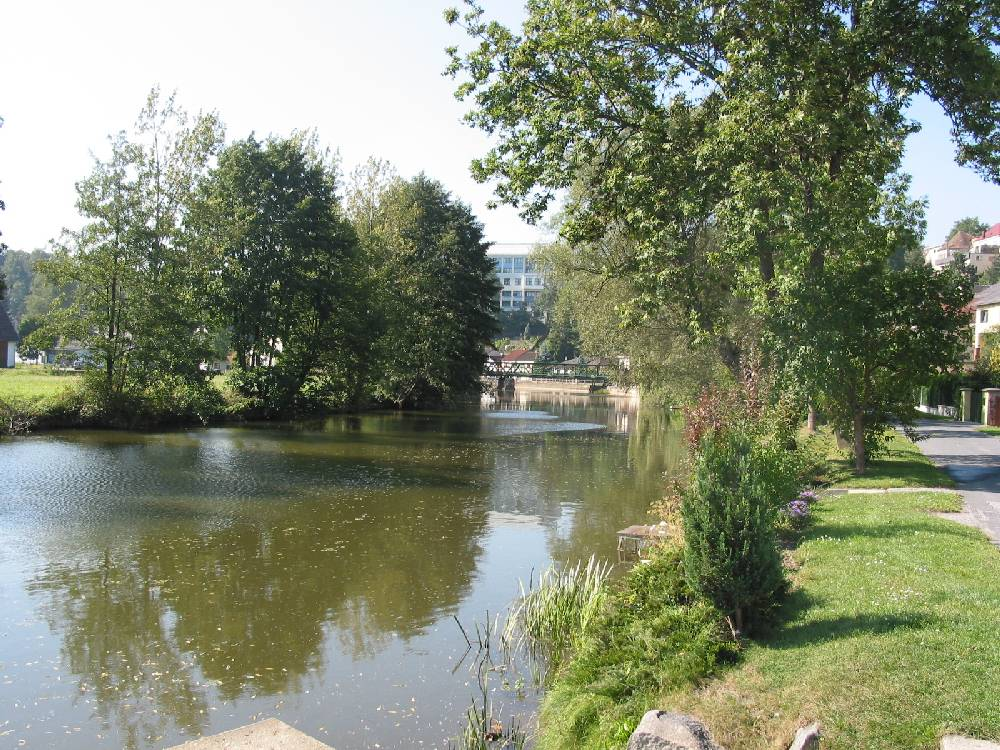

德國塔亞河是奧地利的河流，發源自施韋格斯，最終在塔亞河畔拉布斯注入塔亞河，河道全長75.8公里，流域面積770平方公里，平均流量每秒4.4立方米。

## 外部連結
- Hydrological data （页面存档备份，存于）